# Spornitz
Spornitz – miejscowość i gmina w Niemczech, w kraju związkowym Meklemburgia-Pomorze Przednie, w powiecie Ludwigslust-Parchim, wchodzi w skład Związku Gmin Parchimer Umland